# تشارلز لوبلاتونييه

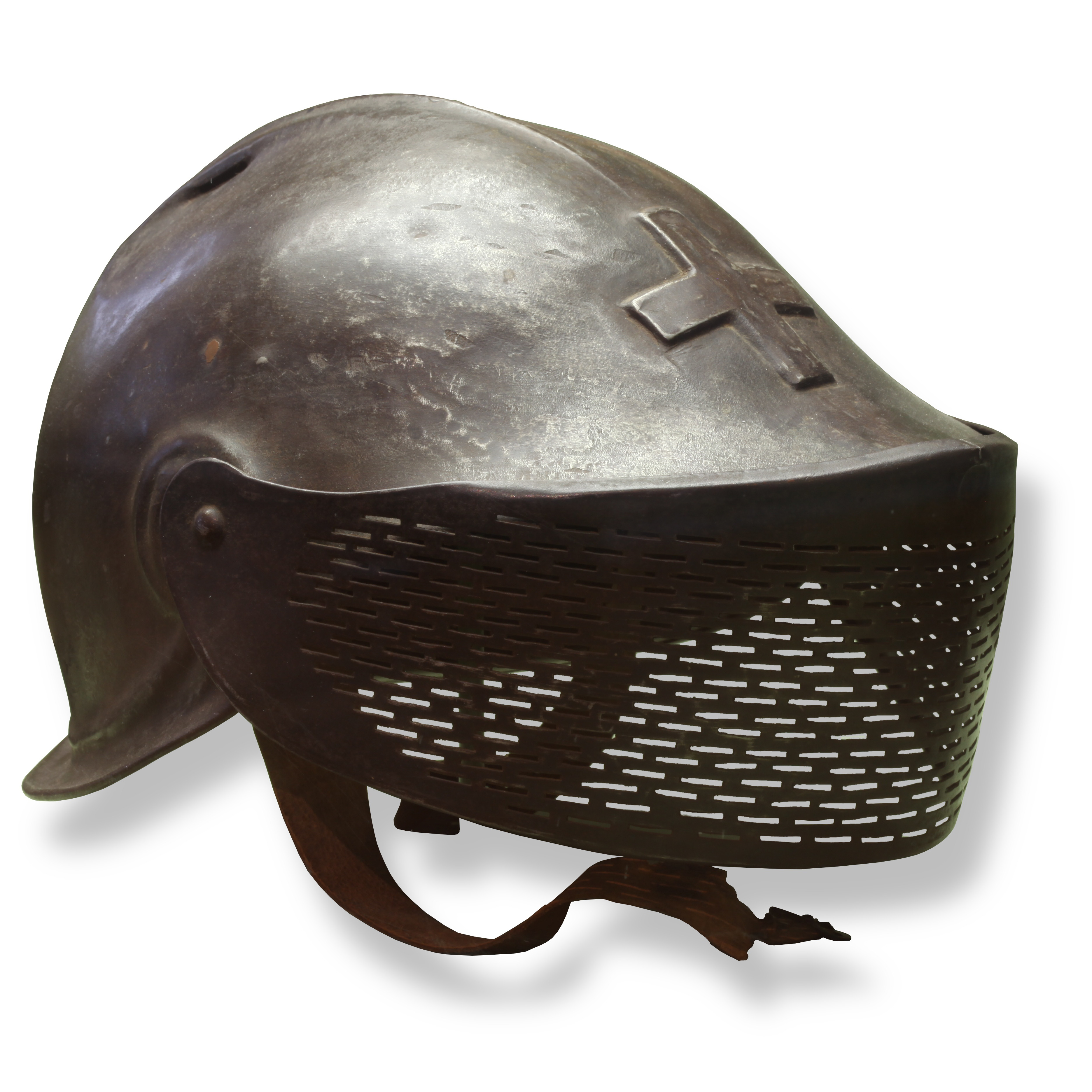
خوذة من تصميم لوبلاتونييه، معروضة في متحف مورز العسكري، سويسرا.

تشارلز لوبلاتونييه (بالفرنسية: Charles L'Eplattenier ؛ 1874-1946) رسام ومعمار سويسري. اُعتبر واحدًا من أهم دعاة مدرسة الفن الجديد في سويسرا، على الرغم من عمله المنحصر تقريبًا في بلدة لا شو دو فون، حيث عمل منذ عام 1897 كأستاذ في مدرسة الفنون الزخرفية. كان المعمار العالمي لو كوربوزييه أحد طلابه، والذي تأثر به كثيرًا، حيث أن من المحتمل أنه قام بتبني إسمه هذا بتأثير من لوبلاتونييه نفسه، إذ كان أحد أسماء أساتذته. ولقد تُوفي لوبلاتونييه في عام 1946.

## روابط خارجية
- تشارلز لوبلاتونييه على موقع أوليمبيديا (الإنجليزية)